# Sprint Consulting
A Sprint Consulting egy magyarországi agilis szoftverfejlesztési módszertan tanácsadó vállalat, amely agilis módszertanokat oktat, szab testre és vezet be jellemzően multinacionális vállalatoknál, azok leányvállalatainál és nagyobb helyi szoftverfejlesztő vállalatoknál. A cég jelenleg Kelet-Európában piacvezető.

## Történet
2008: Dr. Bodó Árpád Zsolt megalapítja a Sprint Consultingot. A cég széles portfólióval indul, melyek között szerepel a soft skill fejlesztés, menedzsment tanácsadás, tradicionális projekt menedzsment, technológiai tanácsadás (Java, C++, stb.), agilis módszertanok, agilis tanácsadás.
2009: A cég a PMSZ (Projekt Menedzsment Szövetség) ezüst fokozatú szponzorává válik.
2010: Nagyarányú portfóliótisztítás után az agilis és az ahhoz kapcsolódó szolgáltatások kerülnek a cég fókuszába. A vállalat Scrum Alliance Registered Education Provider-ré válik. Elkezdődik a PMSZ agilis tagozatának építése a Sprint Consulting segítségével.
2011: A cég új irodát nyit a Corvin sétányon. Megalakul a Sprint Group, melynek a Sprint Consulting tagjává válik.
2012: A Sprint Consulting tanácsadói szakmai előadást tartanak a Scrum Gathering konferencián. Ettől kezdve nemzetközi konferenciák rendszeres előadóivá válnak. Az év elején a Sprint Consulting a Budapest Agilis Meetup fővédnöke lesz.
2013: A Sprint Consulting ebben az évben kínál először Certified Scrum tréningeket, melyeken a Scrum Alliance által elismert minősítéseket (CSM, CSPO) szerezhetnek a résztvevők. Elindulnak a Sprint Consulting első nagyszabású projektjei Romániában, és a Sapientia EMTE Marosvásárhelyi Karán oktatói tevékenységbe kezd.
2014: A Sprint Consulting április 8–9-én megrendezi első nemzetközi agilis konferenciáját, az Optional Conference-et, melyen neves magyar és külföldi szakemberek adnak elő az agilis menedzsment témáiban. A konferencia elnöke Dr. Bodó Árpád Zsolt. A rendezvény mottója: „You don't have to change, survival is optional” (W. Edwards Deming). A Sprint Consulting elnyeri a Business Superbrands díjat.
2015: A Sprint Group tagjaként megalakul az IdeaLean Consulting, a szolgáltató szektor első számú lean tanácsadó cége. Az előző év sikerének köszönhetően március 24-25-én a Sprint Consulting és az IIR Hungary megrendezi a második Optional Conference-t. Ez alkalommal az agilis módszerek mellett a vállalati folyamatok veszteségeinek minimalizálására törekvő lean módszerek kerülnek a fókuszba. A rendezvény mottója: “All businesses have costs. Waste is optional.” (Stephen Parry)
A cég ebben az évben másodszor nyeri el a Business Superbrands díjat.
2016: A Lean Kanban University certified tréningjei is a cég portfóliójának részévé válnak, Magyarországon elsőként. A Scrum Alliance-t 1-2 évvel megelőzve vezet be a Sprint Consulting Advanced, haladó szerep-specifikus tréningeket, mint például az Advanced Scrum Master, Advanced Product Owner és az Agile Leadership.
2017. A Sprint Group tagjaként megalakul a Sprint Academy, amely technikai, programozási nyelvekkel foglalkozó tréningeket nyújt. A Sprint Consulting Romániában a Cluj IT, a kolozsvári számítástechnikai cégek gyűjtőszervezetének tagjává válik. A cég többek között a Pázmány Péter Katolikus Egyetemmel felmérést készít az agilis kultúráról és módszertanok helyzetéről a kelet-közép-európai régióban.
2018: Az évet az egyre bővülő cég új, nagyobb irodában kezdi. Projektek indulnak Ausztriában is, és a 2017-es Scrum Guide magyarra fordítása is elkészül.
2019: Professzionális menedzsment-réteg kerül kialakításra és veszi át a cég vezetését. A Sprint Consulting ebben az évben kínál először Scaled Agile skálázási tréninget, a Leading SAFe-t, illetve interim Scrum Master és Product Owner szolgáltatásokat.
2020: A COVID-19 világjárvány okozta helyzethez alkalmazkodva a Sprint Consulting bevezeti az online oktatást és tanácsadást is, amely komoly módszertani és szimulációs fejlesztésekkel is járt. A Scrum Alliance Advanced Certified tréningjeivel bővül a képzési paletta. A Scrum Guide 2020-as verziója is megjelenik magyarul a Sprint Consulting fordításában.
2022: A cég egy nagyszabású nemzetközi konferenciát szervez Agile Get-Together 2022 címen. A konferencia hibrid megközelítésének köszönhetően néhány külföldi előadó online tartotta meg az előadását, ugyanakkor több szakmai tekintély, mint például Diana Larsen személyesen volt jelen.
2023: A megváltozott piaci környezetre reagálva a cég egy racionalizálási projektet kezdett el, mely során megújult back office-szal, de változatlan szakmai csapattal sikeresen nézett szembe a külső kihívásokkal. A portfólió bővül a ráfordításbecslés tréninggel, amelyben a hagyományos és agilis környezetben is használható becslési technikákat oktatnak, valamint az ICAgile agilis HR-t bemutató ICP-AHR képzésével.
2024: A cég új stratégia kidolgozásával indította az évet, és elkezdte a szakmai csapatának bővítését. A Scrum Alliance agilis coach-oknak szóló új certified képzését, az ACS-CF tréninget is elkezdi kínálni a cég.

## Társadalmi szerepvállalás
A Sprint Consulting árbevételének előre meghatározott részét minden évben az egyik magyar gyermekkórház támogatására fordítja.

## Tagságok
- Sprint Group
- Agile Alliance
- Scrum Alliance
- Cluj IT

## Publikációk, szakmai előadások
- Finding the right practice for the various levels of planning (Agile Adria, 2015. április 13-15.)
- Lean Startup for the Agile Enterprise (Optional Conference, Budapest, 2015. 03. 24.)
- Agile Development (ThyssenKrupp Presta konferencia, 2014. szeptember 4.)
- Understanding and managing uncertainty with Cynefin (Agile Lean Europe (ALE) 2014 2014. augusztus 20-22.)
- Finding the right practice for the various levels of planning (Agile Lean Europe (ALE) 2014 2014. augusztus 20-22.)
- Upfront project estimation in Agile (Optional Conference 2014. április 8-9.)
- What happens with leaders when organization becomes agile and flat? (Optional Conference 2014. április 8-9.)
- Hogyan viszonyulnak a hazai IT vállalatok az agilis módszertanokhoz? (IVSZ Menta, 2017. szeptember 14.)
- Projekt a koronavírus idején (Virtual Agile Community of Practice, 2020. 05. 15)
- Hogyan (ne) bukjunk el agilis transzformációt? (Virtual Agile Community of Practice, 2020. 05. 15)
- You don't need an agile transformation - why focusing on the transformation steps won't help you in solving your problems, and what to do instead (Agile Get-Together 2022. szept. 22-23.)
- More than an agile transformation - organization design that leads to success (Agile Get-Together 2022. szept. 22-23.)
- Is your scrum master the next agile coach? (Agile Get-Together 2022. szept. 22-23.)